# (1339) Désagneauxa
(1339) Désagneauxa est un astéroïde de la ceinture principale découvert le 4 décembre 1934 par l'astronome français Louis Boyer.

## Historique
Le lieu de découverte, par l'astronome français Louis Boyer, est l'observatoire d'Alger.

## Compléments